# NGC 4566
NGC 4566 је спирална галаксија у сазвежђу Велики медвед која се налази на NGC листи објеката дубоког неба.
Деклинација објекта је + 54° 13' 14" а ректасцензија 12h 36m 0,2s. Привидна величина (магнитуда) објекта NGC 4566 износи 13,1 а фотографска магнитуда 13,9. NGC 4566 је још познат и под ознакама UGC 7769, MCG 9-21-24, CGCG 270-12, KARA 539, PGC 42007.